# Sezonul de Formula 1 din 2009
Campionatul Mondial de Formula 1 din 2009 a fost cel de-al 63-lea sezon al curselor auto pentru mașinile de Formula 1, recunoscut de organismul de conducere al sportului internațional, Federația Internațională de Automobilism, ca fiind competiția de cea mai înaltă clasă pentru mașinile de curse. A inclus cea de-a 60-a ediție a Campionatului Mondial al Piloților, și a 52-a ediție a Campionatului Mondial al Constructorilor. Sezonul a fost disputat pe parcursul a șaptesprezece curse, începând cu Marele Premiu al Australiei pe 29 martie și încheindu-se cu Marele Premiu de la Abu Dhabi pe 1 noiembrie. Zece echipe au participat în campionat după ce FIA a implementat mai multe modificări ale reglementărilor pentru a reduce costurile și pentru a încerca să minimizeze dificultățile financiare. Au existat modificări suplimentare pentru a încerca să se îmbunătățească spectacolul de pe pistă cu revenirea anvelopelor slick, modificări ale aerodinamicii și introducerea sistemelor de recuperare a energiei cinetice (KERS) prezentând unele dintre cele mai mari modificări ale reglementărilor în Formula 1 de câteva decenii.
Jenson Button și Brawn GP și-au asigurat titlurile de campion la piloți și, respectiv, la constructori în Marele Premiu al Braziliei, penultima cursă a sezonului. A fost primul succes în campionat pentru Button și Brawn, Brawn devenind prima echipă care a câștigat Campionatul Constructorilor în sezonul ei de debut. Button a fost al zecelea pilot britanic care a câștigat campionatul, iar după succesul lui Lewis Hamilton din 2008, a fost pentru prima dată când campionatul a fost câștigat de piloți englezi în sezoane consecutive și prima dată de la Graham Hill (1968) și Jackie Stewart (1969) când campionate consecutive fuseseră câștigate de piloți britanici. De asemenea, remarcabil a fost succesul lui Red Bull Racing, precum și performanța slabă a echipelor McLaren și Ferrari în comparație cu sezonul precedent.

## Piloții și echipele înscrise în campionat
Piloții și echipele următoare au fost incluse în sezonul din 2009 al campionatului. Echipele au concurat cu anvelopele furnizate de Bridgestone.
| Imagine           | Concurent                 | Constructor | Motor            | Șasiu   | Piloți | Piloți               | Piloți |
| ----------------- | ------------------------- | ----------- | ---------------- | ------- | ------ | -------------------- | ------ |
| Imagine           | Concurent                 | Constructor | Motor            | Șasiu   | Nr.    | Numele pilotului     | Etape  |
| McLaren MP4-24    | Vodafone McLaren Mercedes | McLaren     | Mercedes FO 108W | MP4-24  | 1      | Lewis Hamilton       | Toate  |
| McLaren MP4-24    | Vodafone McLaren Mercedes | McLaren     | Mercedes FO 108W | MP4-24  | 2      | Heikki Kovalainen    | Toate  |
| Ferrari F60       | Scuderia Ferrari Marlboro | Ferrari     | Ferrari 056      | F60     | 3      | Felipe Massa         | 1–10   |
| Ferrari F60       | Scuderia Ferrari Marlboro | Ferrari     | Ferrari 056      | F60     | 3      | Luca Badoer          | 11–12  |
| Ferrari F60       | Scuderia Ferrari Marlboro | Ferrari     | Ferrari 056      | F60     | 3      | Giancarlo Fisichella | 13–17  |
| Ferrari F60       | Scuderia Ferrari Marlboro | Ferrari     | Ferrari 056      | F60     | 4      | Kimi Räikkönen       | Toate  |
| BMW Sauber F1.09  | BMW Sauber F1 Team        | BMW Sauber  | BMW P86/9        | F1.09   | 5      | Robert Kubica        | Toate  |
| BMW Sauber F1.09  | BMW Sauber F1 Team        | BMW Sauber  | BMW P86/9        | F1.09   | 6      | Nick Heidfeld        | Toate  |
| Renault R29       | Renault F1 Team           | Renault     | Renault RS27     | R29     | 7      | Fernando Alonso      | Toate  |
| Renault R29       | Renault F1 Team           | Renault     | Renault RS27     | R29     | 8      | Nelson Piquet Jr.    | 1–10   |
| Renault R29       | Renault F1 Team           | Renault     | Renault RS27     | R29     | 8      | Romain Grosjean      | 11–17  |
| Toyota TF109      | Panasonic Toyota Racing   | Toyota      | Toyota RVX-09    | TF109   | 9      | Jarno Trulli         | Toate  |
| Toyota TF109      | Panasonic Toyota Racing   | Toyota      | Toyota RVX-09    | TF109   | 10     | Timo Glock           | 1–15   |
| Toyota TF109      | Panasonic Toyota Racing   | Toyota      | Toyota RVX-09    | TF109   | 10     | Kamui Kobayashi      | 16–17  |
| STR STR4          | Scuderia Toro Rosso       | STR         | Ferrari 056      | STR4    | 11     | Sébastien Bourdais   | 1–9    |
| STR STR4          | Scuderia Toro Rosso       | STR         | Ferrari 056      | STR4    | 11     | Jaime Alguersuari    | 10–17  |
| STR STR4          | Scuderia Toro Rosso       | STR         | Ferrari 056      | STR4    | 12     | Sébastien Buemi      | Toate  |
| RBR RB5           | Red Bull Racing           | RBR         | Renault RS27     | RB5     | 14     | Mark Webber          | Toate  |
| RBR RB5           | Red Bull Racing           | RBR         | Renault RS27     | RB5     | 15     | Sebastian Vettel     | Toate  |
| Williams FW31     | AT&T Williams             | Williams    | Toyota RVX-09    | FW31    | 16     | Nico Rosberg         | Toate  |
| Williams FW31     | AT&T Williams             | Williams    | Toyota RVX-09    | FW31    | 17     | Kazuki Nakajima      | Toate  |
| Force India VJM02 | Force India F1 Team       | Force India | Mercedes FO 108W | VJM02   | 20     | Adrian Sutil         | Toate  |
| Force India VJM02 | Force India F1 Team       | Force India | Mercedes FO 108W | VJM02   | 21     | Giancarlo Fisichella | 1–12   |
| Force India VJM02 | Force India F1 Team       | Force India | Mercedes FO 108W | VJM02   | 21     | Vitantonio Liuzzi    | 13–17  |
| Brawn BGP 001     | Brawn GP Formula 1 Team   | Brawn       | Mercedes FO 108W | BGP 001 | 22     | Jenson Button        | Toate  |
| Brawn BGP 001     | Brawn GP Formula 1 Team   | Brawn       | Mercedes FO 108W | BGP 001 | 23     | Rubens Barrichello   | Toate  |

## Calendar
| 1.                                         | 2.                                                   | 3.                                      | 4.                                          |
| ------------------------------------------ | ---------------------------------------------------- | --------------------------------------- | ------------------------------------------- |
| Marele Premiu al Australiei 27-29 martie   | Marele Premiu al Malaysiei 3-5 aprilie               | Marele Premiu al Chinei 17-19 aprilie   | Marele Premiu al Bahrainului 24-26 aprilie  |
| Albert Park (S)                            | Sepang (P)                                           | Shanghai (P)                            | Sakhir (P)                                  |
| 5.                                         | 6.                                                   | 7.                                      | 8.                                          |
| Marele Premiu al Spaniei 8-10 mai          | Marele Premiu al Principatului Monaco 21, 23-24 mai  | Marele Premiu al Turciei 5-7 iunie      | Marele Premiu al Marii Britanii 19-21 iunie |
| Catalunya (P)                              | Monaco (S)                                           | Istanbul Park (P)                       | Silverstone (P)                             |
| 9.                                         | 10.                                                  | 11.                                     | 12.                                         |
| Marele Premiu al Germaniei 10-12 iulie     | Marele Premiu al Ungariei 24-26 iulie                | Marele Premiu al Europei 21-23 august   | Marele Premiu al Belgiei 28-30 august       |
| Nürburgring (P)                            | Hungaroring (P)                                      | Valencia (S)                            | Spa-Francorchamps (P)                       |
| 13.                                        | 14.                                                  | 15.                                     | 16.                                         |
| Marele Premiu al Italiei 11-13 septembrie  | Marele Premiu al statului Singapore 25-27 septembrie | Marele Premiu al Japoniei 2-4 octombrie | Marele Premiu al Braziliei 16-18 octombrie  |
| Monza (P)                                  | Marina Bay (S)                                       | Suzuka (P)                              | Interlagos (P)                              |
| 17.                                        |                                                      |                                         |                                             |
| Marele Premiu de la Abu Dhabi 30 oct-1 noi |                                                      |                                         |                                             |
| Yas Marina (P)                             |                                                      |                                         |                                             |
| (P) - pistă; (S) - stradă. Surse:          |                                                      |                                         |                                             |

Națiunile care au găzduit curse de Formula 1 în 2009 sunt arătate în verde. Națiunile care au găzduit curse de Formula 1 în trecut sunt arătate în gri închis

Următoarele curse a fost incluse în calendarul inițial, dar au fost anulate ulterior:
| Mare Premiu              | Circuit               | Data programată |
| ------------------------ | --------------------- | --------------- |
| Marele Premiu al Canadei | Gilles Villeneuve (S) | 7 iunie         |
| Marele Premiu al Franței | Magny-Cours (P)       | 28 iunie        |

## Rezultate și clasamente

### Marile Premii
| Etapa | Mare Premiu                | Pole position        | Cel mai rapid tur  | Pilotul câștigător | Constructorul câștigător | Raport | Lider | Lider |
| Etapa | Mare Premiu                | Pole position        | Cel mai rapid tur  | Pilotul câștigător | Constructorul câștigător | Raport | Pilot | Dif.  |
| ----- | -------------------------- | -------------------- | ------------------ | ------------------ | ------------------------ | ------ | ----- | ----- |
| 1     | MP al Australiei           | Jenson Button        | Nico Rosberg       | Jenson Button      | Brawn-Mercedes           | Raport | BUT   | 2     |
| 2     | MP al Malaysiei            | Jenson Button        | Jenson Button      | Jenson Button      | Brawn-Mercedes           | Raport | BUT   | 5     |
| 3     | MP al Chinei               | Sebastian Vettel     | Rubens Barrichello | Sebastian Vettel   | RBR-Renault              | Raport | BUT   | 6     |
| 4     | MP al Bahrainului          | Jarno Trulli         | Jarno Trulli       | Jenson Button      | Brawn-Mercedes           | Raport | BUT   | 12    |
| 5     | MP al Spaniei              | Jenson Button        | Rubens Barrichello | Jenson Button      | Brawn-Mercedes           | Raport | BUT   | 14    |
| 6     | MP al Principatului Monaco | Jenson Button        | Felipe Massa       | Jenson Button      | Brawn-Mercedes           | Raport | BUT   | 16    |
| 7     | MP al Turciei              | Sebastian Vettel     | Jenson Button      | Jenson Button      | Brawn-Mercedes           | Raport | BUT   | 26    |
| 8     | MP al Marii Britanii       | Sebastian Vettel     | Sebastian Vettel   | Sebastian Vettel   | RBR-Renault              | Raport | BUT   | 23    |
| 9     | MP al Germaniei            | Mark Webber          | Fernando Alonso    | Mark Webber        | RBR-Renault              | Raport | BUT   | 21    |
| 10    | MP al Ungariei             | Fernando Alonso      | Mark Webber        | Lewis Hamilton     | McLaren-Mercedes         | Raport | BUT   | 18,5  |
| 11    | MP al Europei              | Lewis Hamilton       | Timo Glock         | Rubens Barrichello | Brawn-Mercedes           | Raport | BUT   | 18    |
| 12    | MP al Belgiei              | Giancarlo Fisichella | Sebastian Vettel   | Kimi Räikkönen     | Ferrari                  | Raport | BUT   | 16    |
| 13    | MP al Italiei              | Lewis Hamilton       | Adrian Sutil       | Rubens Barrichello | Brawn-Mercedes           | Raport | BUT   | 14    |
| 14    | MP al statului Singapore   | Lewis Hamilton       | Fernando Alonso    | Lewis Hamilton     | McLaren-Mercedes         | Raport | BUT   | 15    |
| 15    | MP al Japoniei             | Sebastian Vettel     | Mark Webber        | Sebastian Vettel   | RBR-Renault              | Raport | BUT   | 14    |
| 16    | MP al Braziliei            | Rubens Barrichello   | Mark Webber        | Mark Webber        | RBR-Renault              | Raport | BUT   | 15    |
| 17    | MP de la Abu Dhabi         | Lewis Hamilton       | Sebastian Vettel   | Sebastian Vettel   | RBR-Renault              | Raport | BUT   | 11    |

### Sistemul de punctaj
Punctele sunt acordate primilor opt piloți care au terminat în fiecare cursă, folosind următoarea structură:
| Loc    | 1  | 2 | 3 | 4 | 5 | 6 | 7 | 8 |
| Puncte | 10 | 8 | 6 | 5 | 4 | 3 | 2 | 1 |

Pentru a obține toate punctele, câștigătorul cursei trebuie să termine cel puțin 75% din distanța programată. Jumătate de puncte sunt acordate dacă câștigătorul cursei termină mai puțin de 75% din distanță, cu condiția terminării a cel puțin două tururi complete. În cazul de egalitate la încheierea campionatului, se folosește un sistem de numărătoare, cel mai bun rezultat fiind folosit pentru a decide clasamentul final.
Note
- ^1 - În cazul în care nu sunt încheiate două tururi complete, nu se acordă nici un punct și cursa este abandonată.
- ^2 - În cazul în care doi sau mai mulți piloți realizează același cel mai bun rezultat de un număr egal de ori, se va folosi următorul cel mai bun rezultat. Dacă doi sau mai mulți piloți vor avea un număr egal de rezultate de un număr egal de ori, FIA va nominaliza câștigătorul conform unor criterii pe care le va considera potrivite.

### Clasament Campionatul Mondial al Piloților
| Poz. | Pilot                | AUS | MAL‡ | CHN | BHR  | ESP | MON | TUR | GBR  | GER | HUN | EUR | BEL | ITA  | SIN | JPN | BRA | ABU | Puncte |
| ---- | -------------------- | --- | ---- | --- | ---- | --- | --- | --- | ---- | --- | --- | --- | --- | ---- | --- | --- | --- | --- | ------ |
| 1    | Jenson Button        | 1P  | 1P R | 3   | 1    | 1P  | 1P  | 1R  | 6    | 5   | 7   | 7   | Ab  | 2    | 5   | 8   | 5   | 3   | 95     |
| 2    | Sebastian Vettel     | 13* | 15*  | 1P  | 2    | 4   | Ab  | 3P  | 1P R | 2   | Ab  | Ab  | 3R  | 8    | 4   | 1P  | 4   | 1R  | 84     |
| 3    | Rubens Barrichello   | 2   | 5    | 4R  | 5    | 2R  | 2   | Ab  | 3    | 6   | 10  | 1   | 7   | 1    | 6   | 7   | 8P  | 4   | 77     |
| 4    | Mark Webber          | 12  | 6    | 2   | 11   | 3   | 5   | 2   | 2    | 1P  | 3R  | 9   | 9   | Ab   | Ab  | 17R | 1R  | 2   | 69,5   |
| 5    | Lewis Hamilton       | DSC | 7    | 6   | 4    | 9   | 12  | 13  | 16   | 18  | 1   | 2P  | Ab  | 12*P | 1P  | 3   | 3   | AbP | 49     |
| 6    | Kimi Räikkönen       | 15* | 14   | 10  | 6    | Ab  | 3   | 9   | 8    | Ab  | 2   | 3   | 1   | 3    | 10  | 4   | 6   | 12  | 48     |
| 7    | Nico Rosberg         | 6R  | 8    | 15  | 9    | 8   | 6   | 5   | 5    | 4   | 4   | 5   | 8   | 16   | 11  | 5   | Ab  | 9   | 34,5   |
| 8    | Jarno Trulli         | 3   | 4    | Ab  | 3P R | Ab  | 13  | 4   | 7    | 17  | 8   | 13  | Ab  | 14   | 12  | 2   | Ab  | 7   | 32,5   |
| 9    | Fernando Alonso      | 5   | 11   | 9   | 8    | 5   | 7   | 10  | 14   | 7R  | AbP | 6   | Ab  | 5    | 3R  | 10  | Ab  | 14  | 26     |
| 10   | Timo Glock           | 4   | 3    | 7   | 7    | 10  | 10  | 8   | 9    | 9   | 6   | 14R | 10  | 11   | 2   | NS  |     |     | 24     |
| 11   | Felipe Massa         | Ab  | 9    | Ab  | 14   | 6   | 4R  | 6   | 4    | 3   | NS  |     |     |      |     |     |     |     | 22     |
| 12   | Heikki Kovalainen    | Ab  | Ab   | 5   | 12   | Ab  | Ab  | 14  | Ab   | 8   | 5   | 4   | 6   | 6    | 7   | 11  | 12  | 11  | 22     |
| 13   | Nick Heidfeld        | 10  | 2    | 12  | 19   | 7   | 11  | 11  | 15   | 10  | 11  | 11  | 5   | 7    | Ab  | 6   | Ab  | 5   | 19     |
| 14   | Robert Kubica        | 14* | Ab   | 13  | 18   | 11  | Ab  | 7   | 13   | 14  | 13  | 8   | 4   | Ab   | 8   | 9   | 2   | 10  | 17     |
| 15   | Giancarlo Fisichella | 11  | 18*  | 14  | 15   | 14  | 9   | Ab  | 10   | 11  | 14  | 12  | 2P  | 9    | 13  | 12  | 10  | 16  | 8      |
| 16   | Sébastien Buemi      | 7   | 16*  | 8   | 17   | Ab  | Ab  | 15  | 18   | 16  | 16  | Ab  | 12  | 13*  | Ab  | Ab  | 7   | 8   | 6      |
| 17   | Adrian Sutil         | 9   | 17   | 17* | 16   | Ab  | 14  | 17  | 17   | 15  | Ab  | 10  | 11  | 4R   | Ab  | 13  | Ab  | 17  | 5      |
| 18   | Kamui Kobayashi      |     |      |     |      |     |     |     |      |     |     |     |     |      |     |     | 9   | 6   | 3      |
| 19   | Sébastien Bourdais   | 8   | 10   | 11  | 13   | Ab  | 8   | 18  | Ab   | Ab  |     |     |     |      |     |     |     |     | 2      |
| 20   | Kazuki Nakajima      | Ab  | 12   | Ab  | Ab   | 13  | 15* | 12  | 11   | 12  | 9   | 18  | 13  | 10   | 9   | 15  | Ab  | 13  | 0      |
| 21   | Nelson Piquet Jr.    | Ab  | 13   | 16  | 10   | 12  | Ab  | 16  | 12   | 13  | 12  |     |     |      |     |     |     |     | 0      |
| 22   | Vitantonio Liuzzi    |     |      |     |      |     |     |     |      |     |     |     |     | Ab   | 14  | 14  | 11  | 15  | 0      |
| 23   | Romain Grosjean      |     |      |     |      |     |     |     |      |     |     | 15  | Ab  | 15   | Ab  | 16  | 13  | 18  | 0      |
| 24   | Jaime Alguersuari    |     |      |     |      |     |     |     |      |     | 15  | 16  | Ab  | Ab   | Ab  | Ab  | 14  | Ab  | 0      |
| 25   | Luca Badoer          |     |      |     |      |     |     |     |      |     |     | 17  | 14  |      |     |     |     |     | 0      |
| Poz. | Pilot                | AUS | MAL‡ | CHN | BHR  | ESP | MON | TUR | GBR  | GER | HUN | EUR | BEL | ITA  | SIN | JPN | BRA | ABU | Puncte |

| Legendă      | Legendă                                                |
| Culoare      | Rezultat                                               |
| ------------ | ------------------------------------------------------ |
| Auriu        | Câștigător                                             |
| Argintiu     | Locul 2                                                |
| Bronz        | Locul 3                                                |
| Verde        | Alte locuri care punctează                             |
| Albastru     | Alte locuri                                            |
| Albastru     | Nu s-a clasat, dar a terminat cursa (NC)               |
| Purpuriu     | A abandonat cursa (Ab)                                 |
| Negru        | Descalificat (DSC)                                     |
| Alb          | Nu a luat startul (NS)                                 |
| Roșu         | Nu s-a calificat (NSC)                                 |
| Fără culoare | Retras înainte de calificări (Ret)                     |
| Fără culoare | Exclus (EX)                                            |
| Fără culoare | Nu a participat (celulă goală)                         |
| Adnotare     | Însemnătate                                            |
| P            | Pole position                                          |
| R            | Cel mai rapid tur                                      |
| *            | Nu a terminat, dar a parcurs mai mult de 90% din cursă |

Note:
- – Au fost acordate puncte înjumătățite la Marele Premiu al Malaysiei deoarece a fost parcursă mai puțin de 75% din distanța programată din cauza vremii.

### Clasament Campionatul Mondial al Constructorilor
| Poz. | Constructor          | AUS | MAL‡ | CHN | BHR  | ESP | MON | TUR | GBR  | GER | HUN | EUR | BEL | ITA  | SIN | JPN | BRA | ABU | Puncte |
| ---- | -------------------- | --- | ---- | --- | ---- | --- | --- | --- | ---- | --- | --- | --- | --- | ---- | --- | --- | --- | --- | ------ |
| 1    | Brawn-Mercedes       | 1P  | 1P R | 3   | 1    | 1P  | 1P  | 1R  | 3    | 5   | 7   | 1   | 7   | 1    | 5   | 7   | 5   | 3   | 172    |
| 1    | Brawn-Mercedes       | 2   | 5    | 4R  | 5    | 2R  | 2   | Ab  | 6    | 6   | 10  | 7   | Ab  | 2    | 6   | 8   | 8P  | 4   | 172    |
| 2    | RBR-Renault          | 12  | 6    | 1P  | 2    | 3   | 5   | 2   | 1P R | 1P  | 3R  | 9   | 3R  | 8    | 4   | 1P  | 1R  | 1R  | 153,5  |
| 2    | RBR-Renault          | 13* | 15*  | 2   | 11   | 4   | Ab  | 3P  | 2    | 2   | Ab  | Ab  | 9   | Ab   | Ab  | 17R | 4   | 2   | 153,5  |
| 3    | McLaren-Mercedes     | Ab  | 7    | 5   | 4    | 9   | 12  | 13  | 16   | 8   | 1   | 2P  | 6   | 6    | 1P  | 3   | 3   | 11  | 71     |
| 3    | McLaren-Mercedes     | DSC | Ab   | 6   | 12   | Ab  | Ab  | 14  | Ab   | 18  | 5   | 4   | Ab  | 12*P | 7   | 11  | 12  | AbP | 71     |
| 4    | Ferrari              | 15* | 9    | 10  | 6    | 6   | 3   | 6   | 4    | 3   | 2   | 3   | 1   | 3    | 10  | 4   | 6   | 12  | 70     |
| 4    | Ferrari              | Ab  | 14   | Ab  | 14   | Ab  | 4R  | 9   | 8    | Ab  | NS  | 17  | 14  | 9    | 13  | 12  | 10  | 16  | 70     |
| 5    | Toyota               | 3   | 3    | 7   | 3P R | 10  | 10  | 4   | 7    | 9   | 6   | 13  | 10  | 11   | 2   | 2   | 9   | 6   | 59,5   |
| 5    | Toyota               | 4   | 4    | Ab  | 7    | Ab  | 13  | 8   | 9    | 17  | 8   | 14R | Ab  | 14   | 12  | NS  | Ab  | 7   | 59,5   |
| 6    | BMW Sauber           | 10  | 2    | 12  | 18   | 7   | 11  | 7   | 13   | 10  | 11  | 8   | 4   | 7    | 8   | 6   | 2   | 5   | 36     |
| 6    | BMW Sauber           | 14* | Ab   | 13  | 19   | 11  | Ab  | 11  | 15   | 14  | 13  | 11  | 5   | Ab   | Ab  | 9   | Ab  | 10  | 36     |
| 7    | Williams-Toyota      | 6R  | 8    | 15  | 9    | 8   | 6   | 5   | 5    | 4   | 4   | 5   | 8   | 10   | 9   | 5   | Ab  | 9   | 34,5   |
| 7    | Williams-Toyota      | Ab  | 12   | Ab  | Ab   | 13  | 15* | 12  | 11   | 12  | 9   | 18  | 13  | 16   | 11  | 15  | Ab  | 13  | 34,5   |
| 8    | Renault              | 5   | 11   | 9   | 8    | 5   | 7   | 10  | 12   | 7R  | 12  | 6   | Ab  | 5    | 3R  | 10  | 13  | 14  | 26     |
| 8    | Renault              | Ab  | 13   | 16  | 10   | 12  | Ab  | 16  | 14   | 13  | AbP | 15  | Ab  | 15   | Ab  | 16  | Ab  | 18  | 26     |
| 9    | Force India-Mercedes | 9   | 17   | 14  | 15   | 14  | 9   | 17  | 10   | 11  | 14  | 10  | 2P  | 4R   | 14  | 13  | 11  | 15  | 13     |
| 9    | Force India-Mercedes | 11  | 18*  | 17* | 16   | Ab  | 14  | Ab  | 17   | 15  | Ab  | 12  | 11  | Ab   | Ab  | 14  | Ab  | 17  | 13     |
| 10   | STR-Ferrari          | 7   | 10   | 8   | 13   | Ab  | 8   | 15  | 18   | 16  | 15  | 16  | 12  | 13*  | Ab  | Ab  | 7   | 8   | 8      |
| 10   | STR-Ferrari          | 8   | 16*  | 11  | 17   | Ab  | Ab  | 18  | Ab   | Ab  | 16  | Ab  | Ab  | Ab   | Ab  | Ab  | 14  | Ab  | 8      |
| Poz. | Constructor          | AUS | MAL‡ | CHN | BHR  | ESP | MON | TUR | GBR  | GER | HUN | EUR | BEL | ITA  | SIN | JPN | BRA | ABU | Puncte |

| Legendă      | Legendă                                                |
| Culoare      | Rezultat                                               |
| ------------ | ------------------------------------------------------ |
| Auriu        | Câștigător                                             |
| Argintiu     | Locul 2                                                |
| Bronz        | Locul 3                                                |
| Verde        | Alte locuri care punctează                             |
| Albastru     | Alte locuri                                            |
| Albastru     | Nu s-a clasat, dar a terminat cursa (NC)               |
| Purpuriu     | A abandonat cursa (Ab)                                 |
| Negru        | Descalificat (DSC)                                     |
| Alb          | Nu a luat startul (NS)                                 |
| Roșu         | Nu s-a calificat (NSC)                                 |
| Fără culoare | Retras înainte de calificări (Ret)                     |
| Fără culoare | Exclus (EX)                                            |
| Fără culoare | Nu a participat (celulă goală)                         |
| Adnotare     | Însemnătate                                            |
| P            | Pole position                                          |
| R            | Cel mai rapid tur                                      |
| *            | Nu a terminat, dar a parcurs mai mult de 90% din cursă |

Note:
- – Au fost acordate puncte înjumătățite la Marele Premiu al Malaysiei deoarece a fost parcursă mai puțin de 75% din distanța programată din cauza vremii.
- Pozițiile sunt sortate după cel mai bun rezultat, rândurile nefiind legate de piloți. În caz de egalitate de puncte, cele mai bune poziții obținute au determinat rezultatul.